# Rodrigo Contreras
Rodrigo Nicolás Contreras (San Miguel de Tucumán, 27 ottobre 1995) è un calciatore argentino, attaccante dell'Universidad de Chile in prestito dal Dep. Antofagasta.

## Carriera

### Club
Ha giocato nella massima serie argentina con San Lorenzo e Gimnasia (LP).

## Palmarès

### Nazionale
- Campionato sudamericano Under-20: 1

Uruguay 2015